# Gabelpunkt

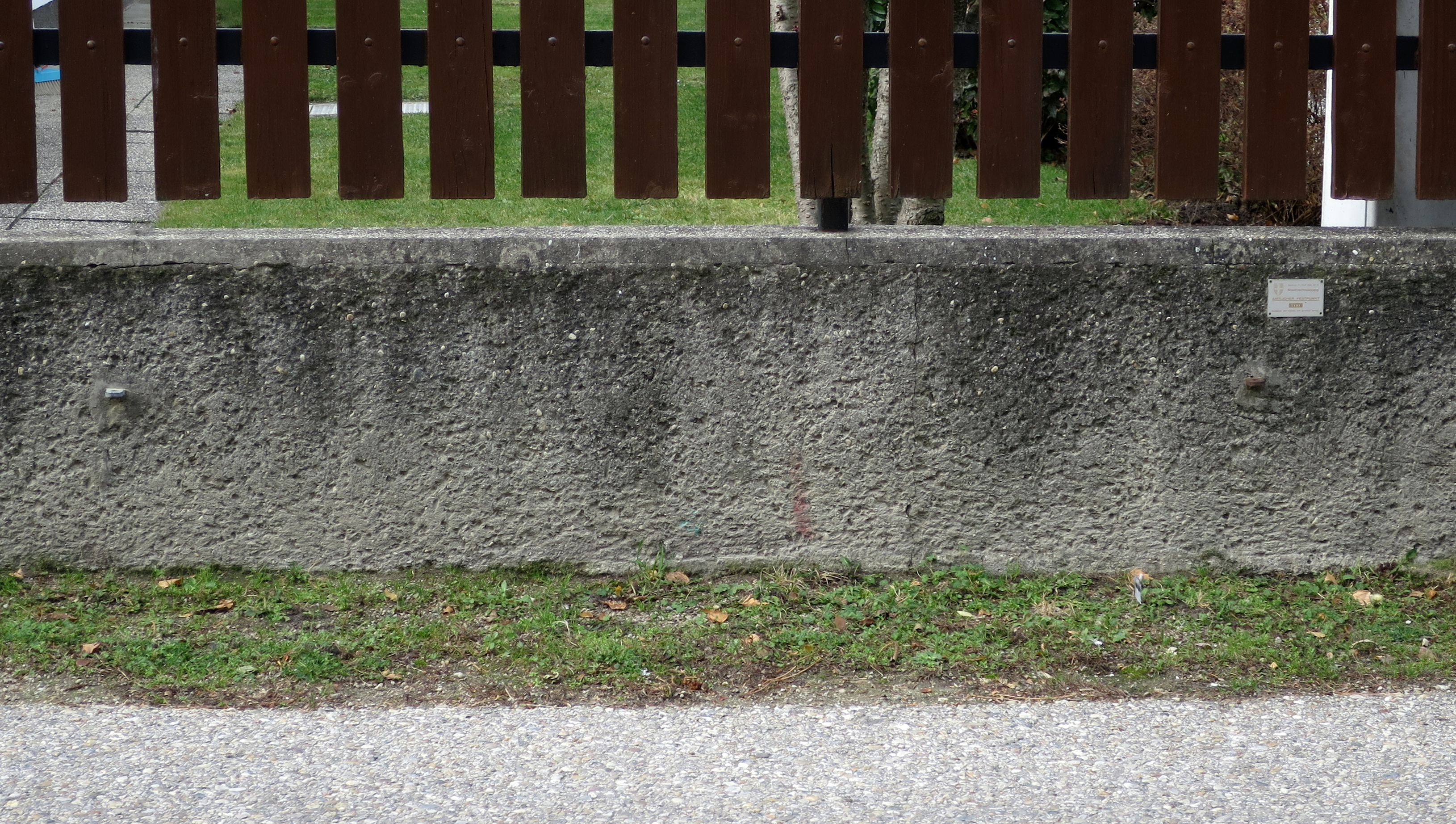
Ösen-Paar eines Gabelpunkts in Wien

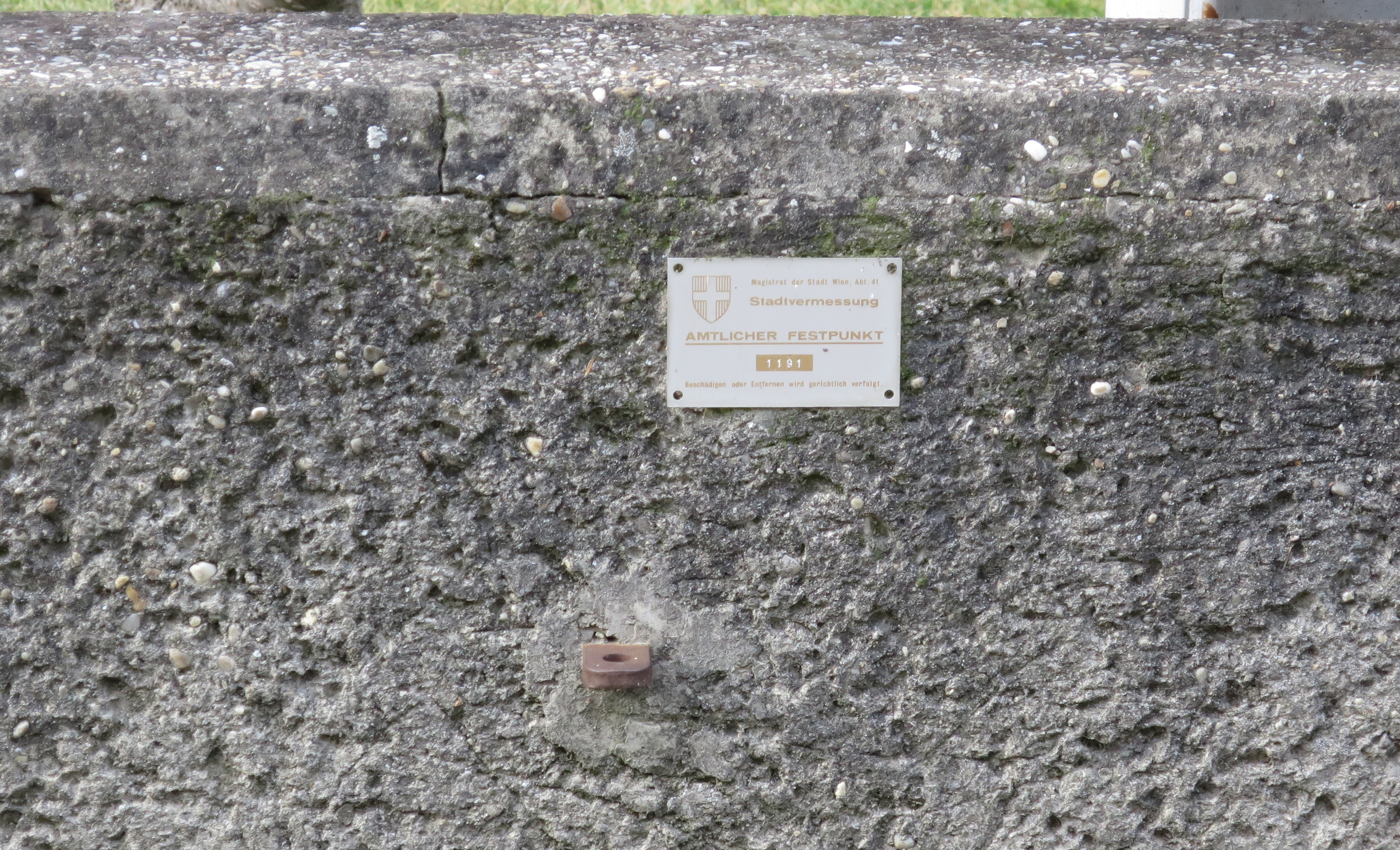
Hinweistafel eines Gabelpunkts in Wien

Als Gabelpunkt wird eine spezielle Vermarkung von Vermessungspunkten für Städte und andere dicht verbaute Gebiete bezeichnet. Der Messpunkt wird indirekt durch zwei gleich lange Metallstangen definiert, die in zwei an einem Gebäude oder einem Mauersockel einbetonierte Ösen eingehängt werden. Die beiden Ösen werden in gleicher Höhe (etwa 20–40 cm) in die Mauer einbetoniert und ragen 2–3 cm vor. In ihre etwa cm-breiten Löcher wird die Gabel eingehängt, sodass sie fast waagrecht von der Wand absteht. Zur Kontrolle ist der Punkt meist zusätzlich als Bodenpunkt durch einen Metallstift im Gehsteig markiert.
Die Gabel stellt ein gleichschenkliges Dreieck mit einer Armlänge zwischen 1,3 Meter und 2 Meter dar. Diese Länge der Arme unterscheidet sich jedoch zwischen einzelnen Städten. Besonders verbreitet ist diese Vermarkungsart in Österreich. In den Punktkarten werden hier oft nicht nur die Gauß-Krüger-Koordinaten des Gabelpunktes, sondern auch die der beiden Metallösen angegeben.
Die Gabelpunkte dienen vor allem der Vermarkung von Einschaltpunkten und sind dann in Abständen von 300 bis 500 Meter angebracht. Allein in Wien, wo sie schon in den 1950ern eingeführt wurden, gibt es einige tausend von ihnen.
Sie sind durch ihre spezielle Lage in den Mauersockeln relativ gut geschützt, manchmal werden sie aber im Zuge von Baumaßnahmen beschädigt oder zerstört. Dies muss dem Vermessungsamt umgehend gemeldet werden. Geschieht dieses nicht, so kann es nach dem Vermessungsgesetz, wie bei anderen amtlichen Vermarkungen von Messpunkten auch, gerichtlich geahndet werden. Häufiger jedoch wird bei der Erneuerung von Zaunsockeln der Gabelpunkt nicht wieder eingefügt, obwohl an den Ösen entsprechende Warntafeln angebracht sind.